# Biblioteca Comunale Ariostea
La Biblioteca Comunale Ariostea es troba en el Palazzo Paradiso de Ferrara a la via de les Ciències 17.
És coneguda sobretot perquè a l'interior està situada la tomba de Ludovico Ariosto i perquè Paracels s'hi va graduar.

## Palazzo Paradiso
El Palazzo Paradiso va ser construït el 1391 com a palau de delizia dels Este i va ser decorat amb frescos de la vida a la cort. El 1567, el palau va ser llogat pel magistrat de Savi, el qual va traslladar totes les facultats de la universitat. Al segle xvii com a resultat d'una intervenció de Giovan Battista Aleotti es va construir la torre del rellotge i el portal de marbre i la construcció va assumir la seva actual aparença.
El 1753, el palau es va convertir en la seu de la Biblioteca Pública, després dedicada a Ludovico Ariosto. El 1801, va ser traslladat al seu interior la tomba monumental d'Ariosto. La Universitat de Ferrara es va traslladar el 1963, mentre que la biblioteca encara es troba aquí.
Al seu interior també hi ha un teatre d'anatomia del segle xviii i un interessant quadre d'honor del mateix període.

## La biblioteca
La biblioteca conté una sèrie de llibres antics i manuscrits, incunables, codis miniatura, relíquies d'Ariosto i d'altres escriptors. Conté al voltant de 650 diferents edicions de les obres de Ariosto entre els quals algunes de l'època.